# Athanasius II van Alexandrië
Athanasius II (gestorven in 496) was Patriarch van Alexandrië van 490 tot 496.

## Context
Na het Concilie van Chalcedon in 451 ontstond er een schisma tussen het Grieks-orthodox patriarchaat van Alexandrië en de Koptisch-Orthodoxe Kerk. Athanasius II was de eerste patriarch na het schisma die beide terugverenigde. De unie zou duren tot 536.